# Тюрн, Йоханнес
Йоханнес Тюрн (эст. Johannes Türn; 27 мая 1899, Юрьев, Лифляндская губерния, Российская империя — 8 марта 1993, Таллин, Эстония) — эстонский шахматист и шашист, шахматный и шашечный журналист, спортивный деятель, судья.
В 1917 завершил обучение в реальном училище Петрограда. В 1916 году принял участие в турнире петроградских студентов и занял 7 из 8.
В составе сборной Эстонии участник 2-х Олимпиад (1937—1939). Чемпион Эстонии по шашкам (1950). В 1935-40 и 1945-47 Член Исполнительного совета шахматной федерации Эстонии. В 1962-66 член президиума Эстонской шашечной федерации.
Активно работал как переводчик на эстонский язык шахматно-шашечной литературы, соавтор первой книги о шашках на эстонском языке (Kabemängu õpik, 1951). Ввел в эстонский язык термины шахмат и шашек: ettur, oda, avang, malend, kahima, lipustama, kabend, kabestama.
В 1925—1940 председатель эстонского общества любителей эсперанто Espero.

## Спортивные достижения

### Шахматы
| Год  | Город        | Турнир                                          | + | − | = | Результат | Место |
| ---- | ------------ | ----------------------------------------------- | - | - | - | --------- | ----- |
| 1925 | Таллин       | Матч за звание чемпиона Эстонии против П. Ринне | 6 | 1 | 7 | 9½ из 14  |       |
| 1937 | Стокгольм    | 7-я Олимпиада                                   | 1 | 6 | 4 | 3 из 11   |       |
| 1939 | Буэнос-Айрес | 8-я Олимпиада                                   | 3 | 3 | 4 | 5 из 10   | 3     |
| 1941 | Таллин       | 1-й чемпионат Эстонской ССР                     |   |   |   | из        | 1     |

### Шашки
Чемпион Эстонии по шашкам (совместно с Юло Кескером), завоевал в 1949-56 два серебра и бронзы.

## Книги
- Matsh Türn-Rinne Eesti malemeistri nime peale (1926)
- Kabemängu õpik (1951),
- 64-ruudulise kabe õpik (1959, соавтор),
- Mälestusi Paul Keresest (1983, соавтор).